# Lijst van personen overleden in februari 2015
Dit is een lijst van bekende personen die zijn overleden in februari 2015.

## Februari

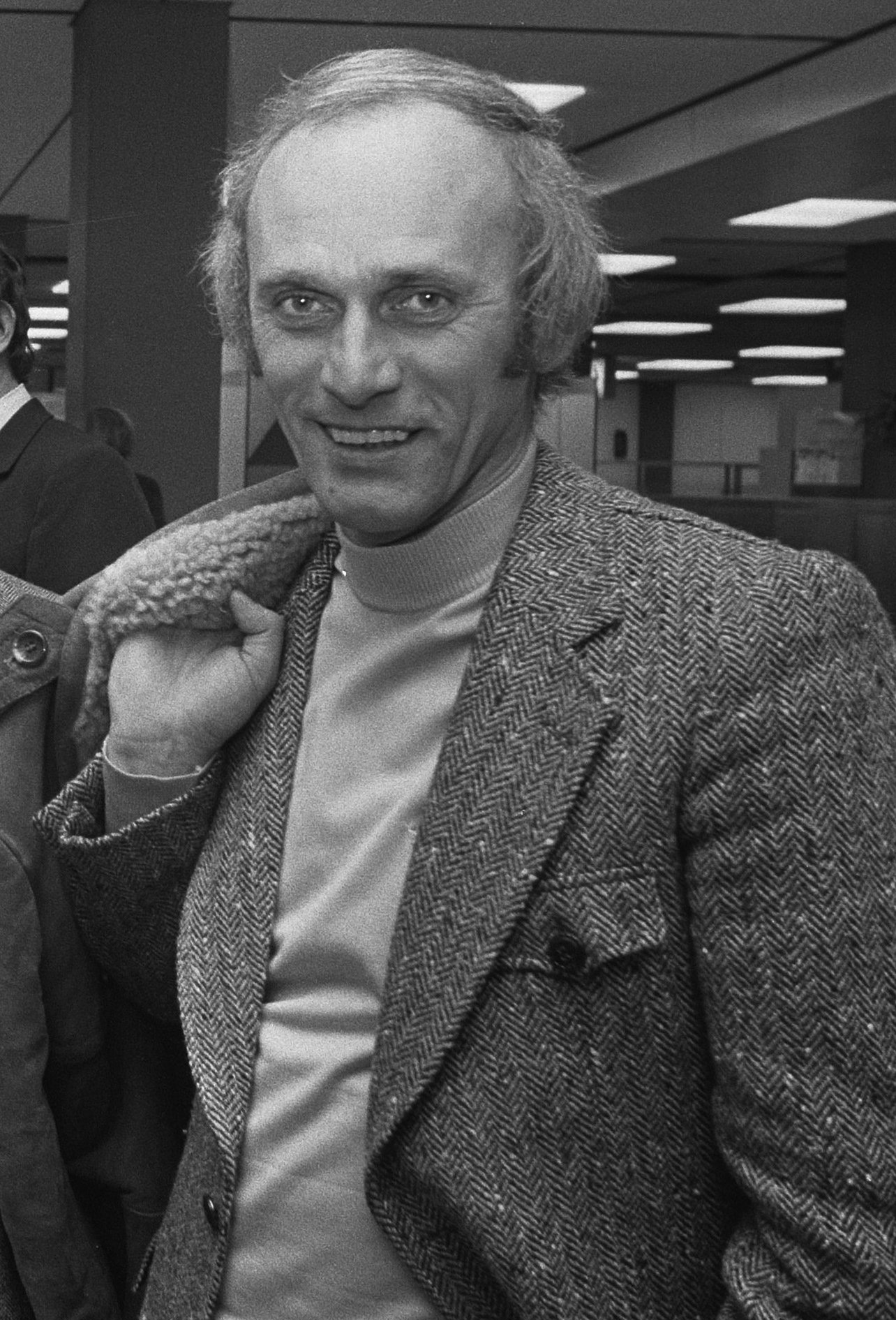
Udo Lattek
1 februari

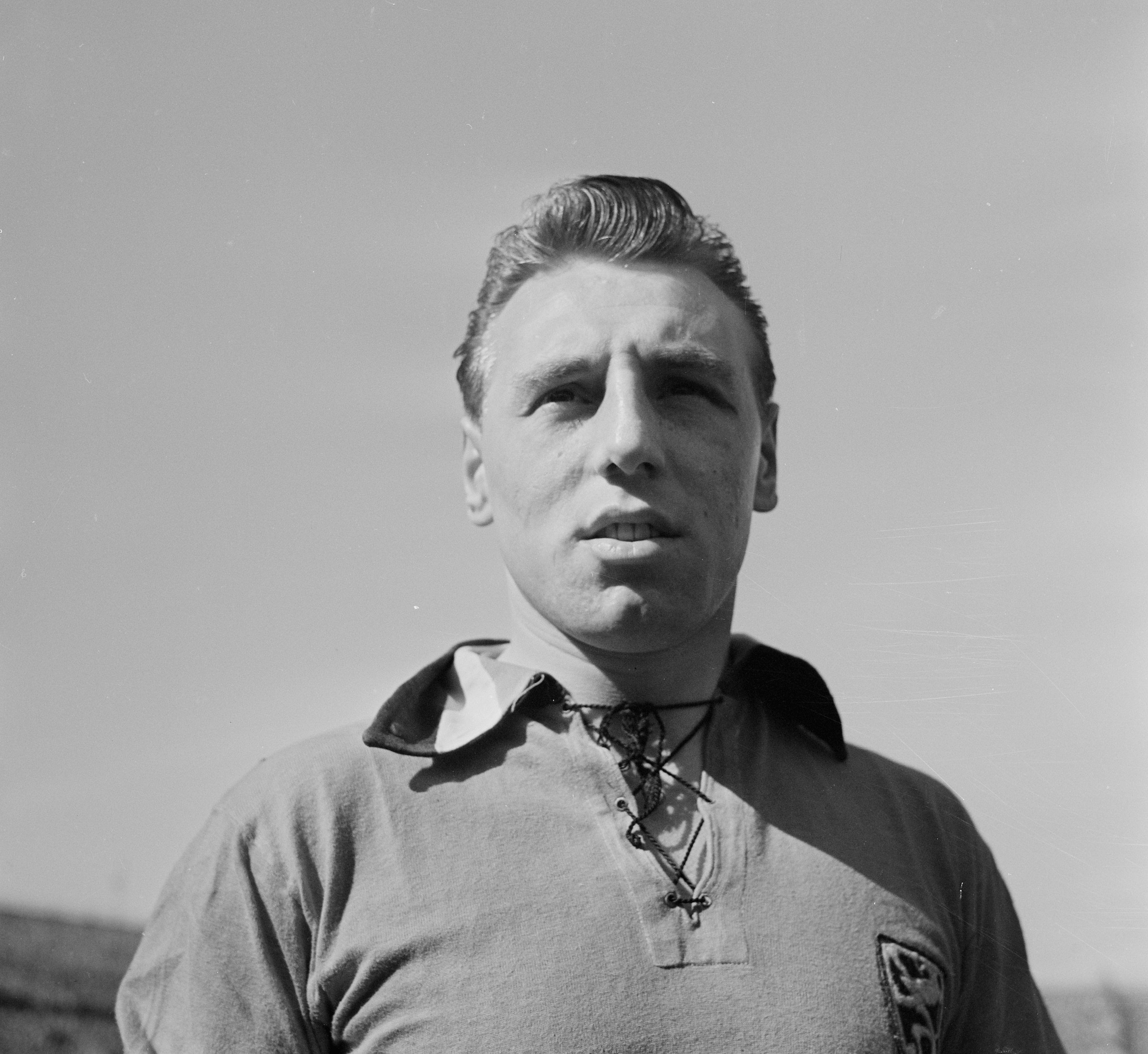
Rik Coppens
5 februari

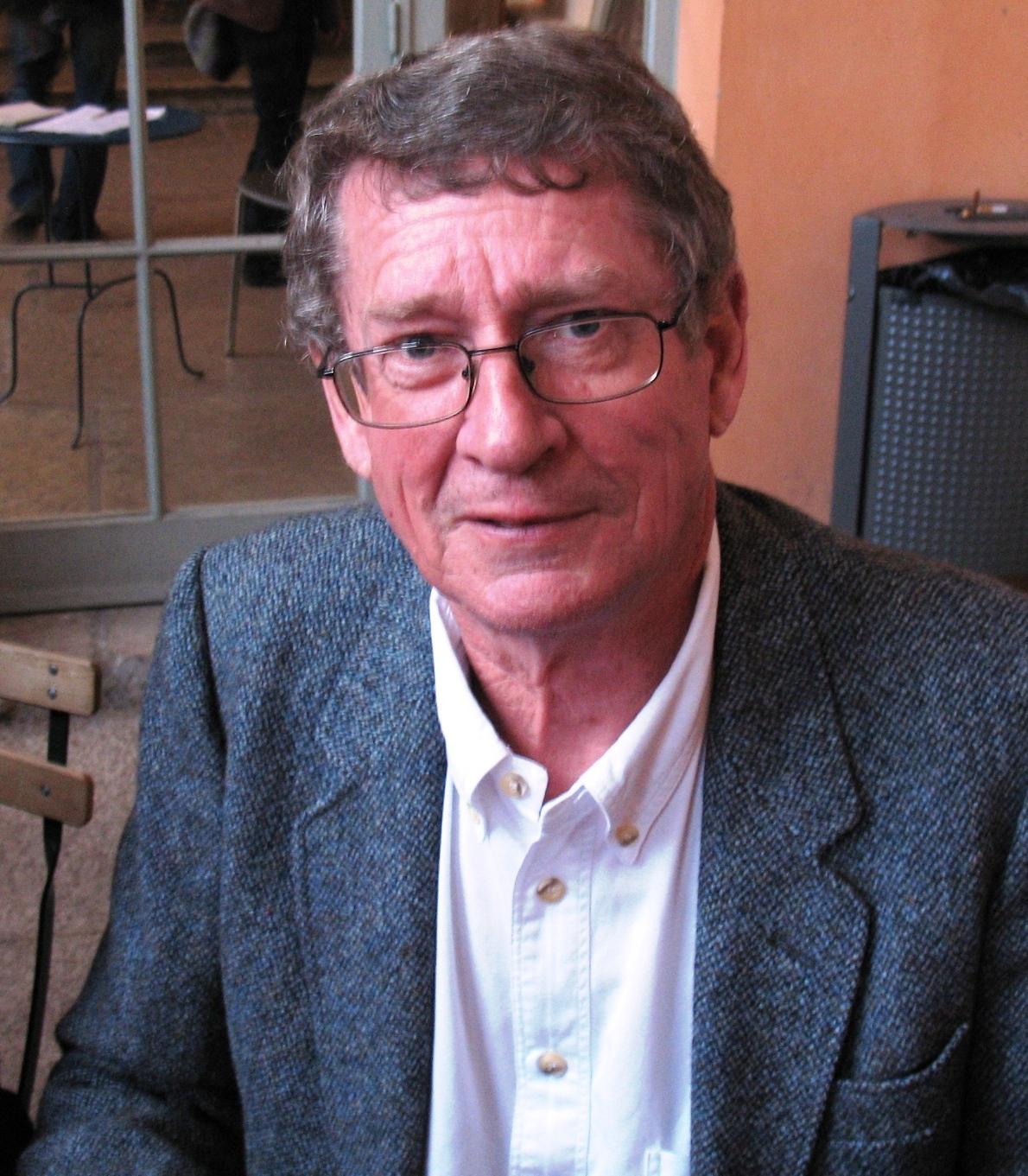
André Brink
6 februari

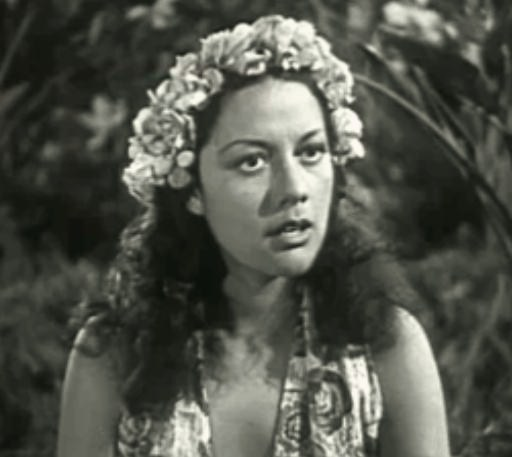
Movita Castaneda
12 februari

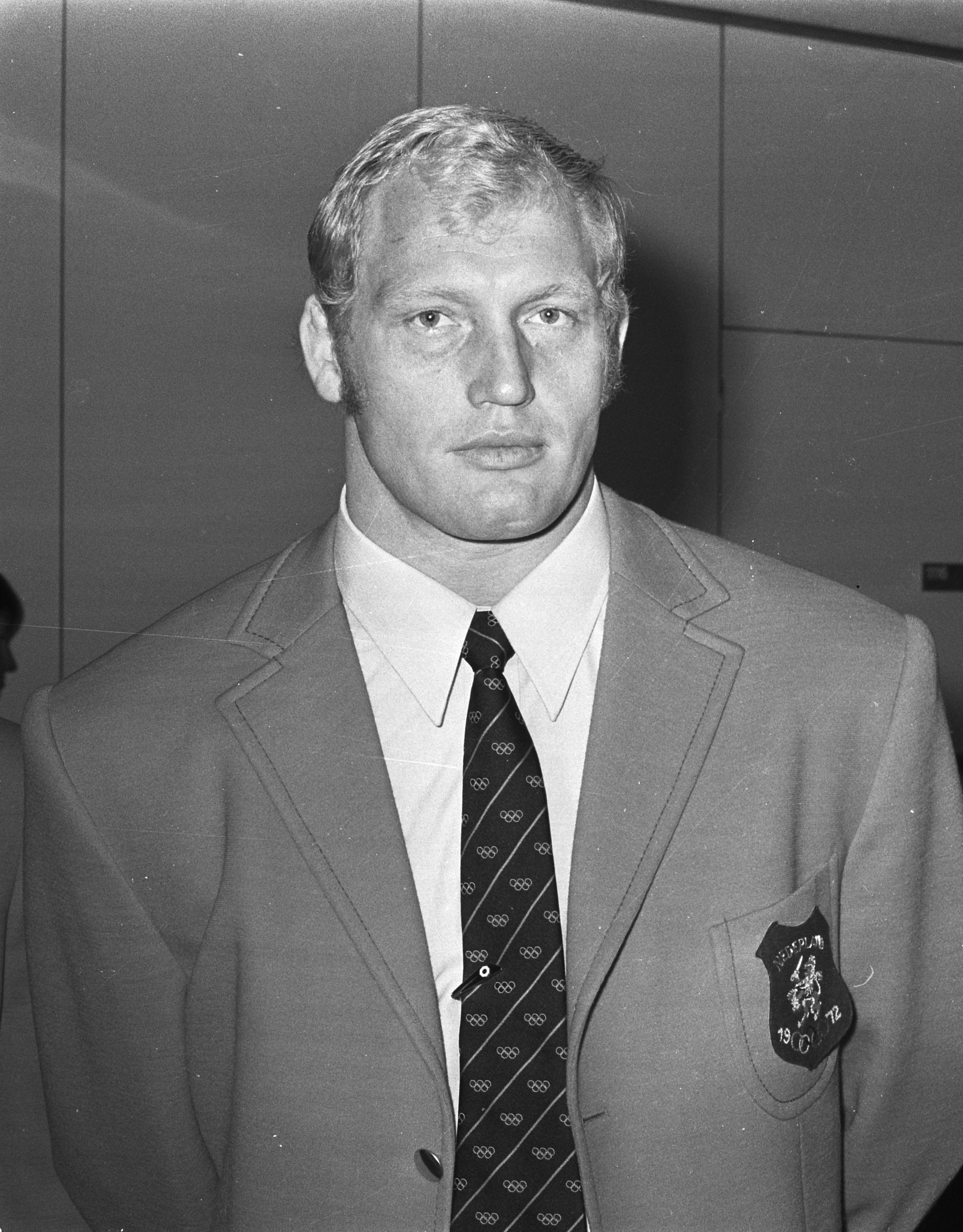
Wim Ruska
14 februari

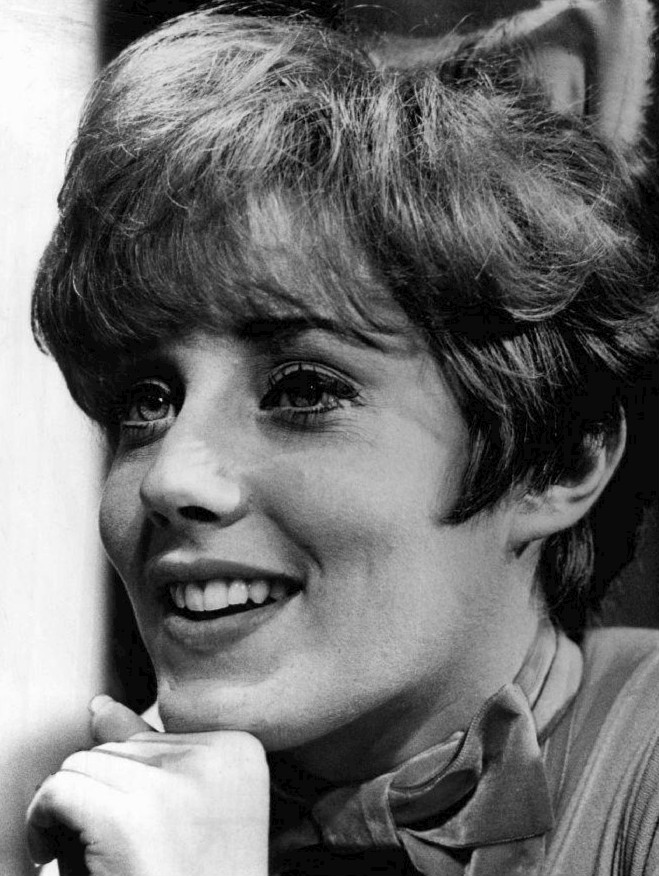
Lesley Gore
16 februari

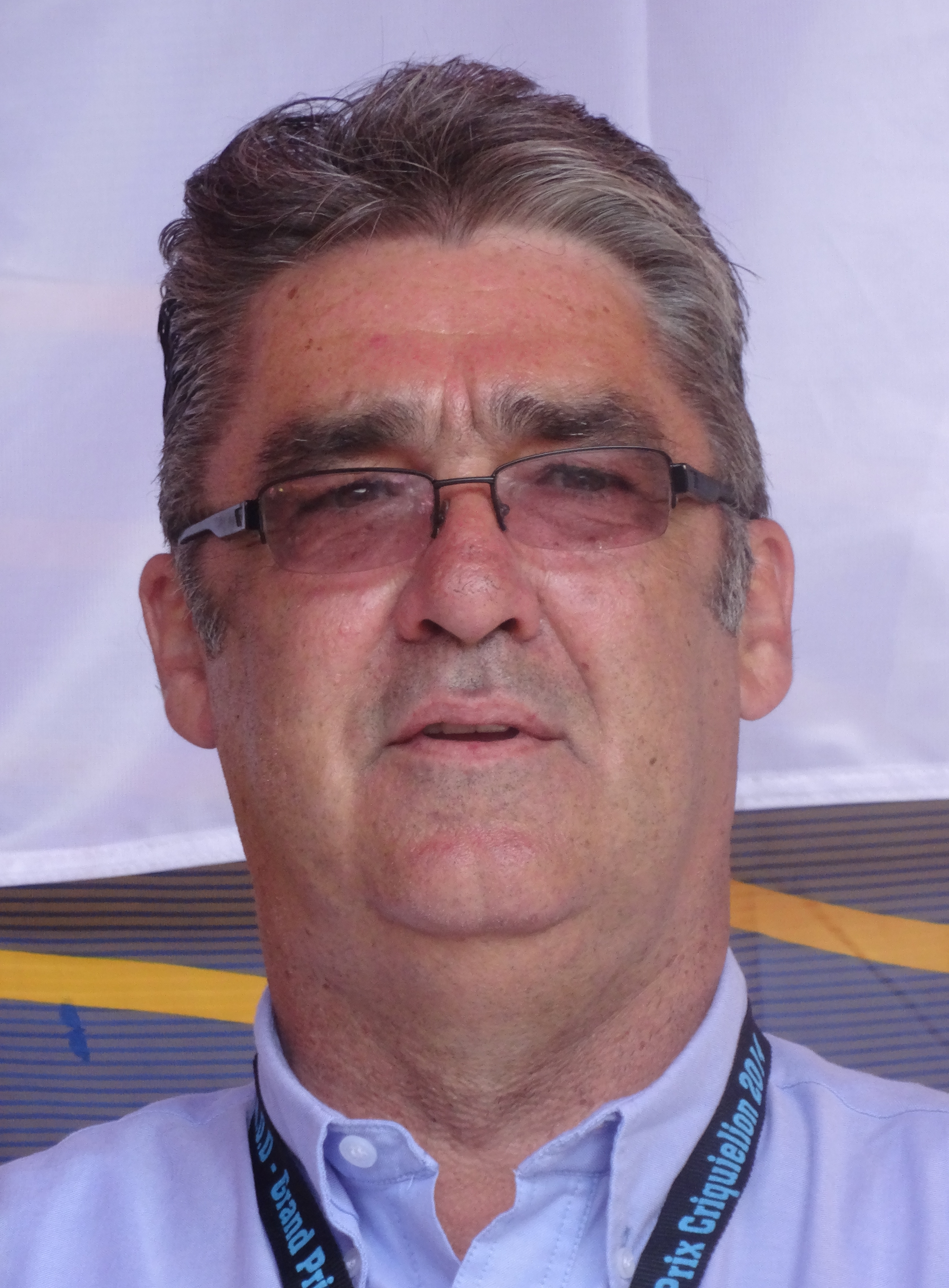
Claude Criquielion
18 februari

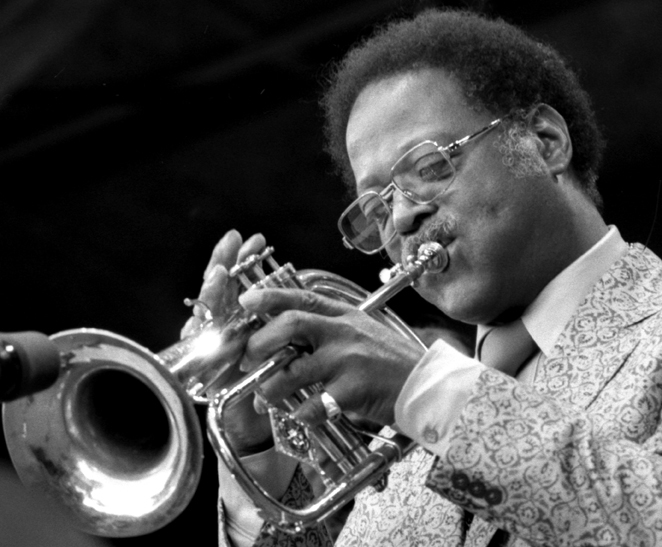
Clark Terry
21 februari

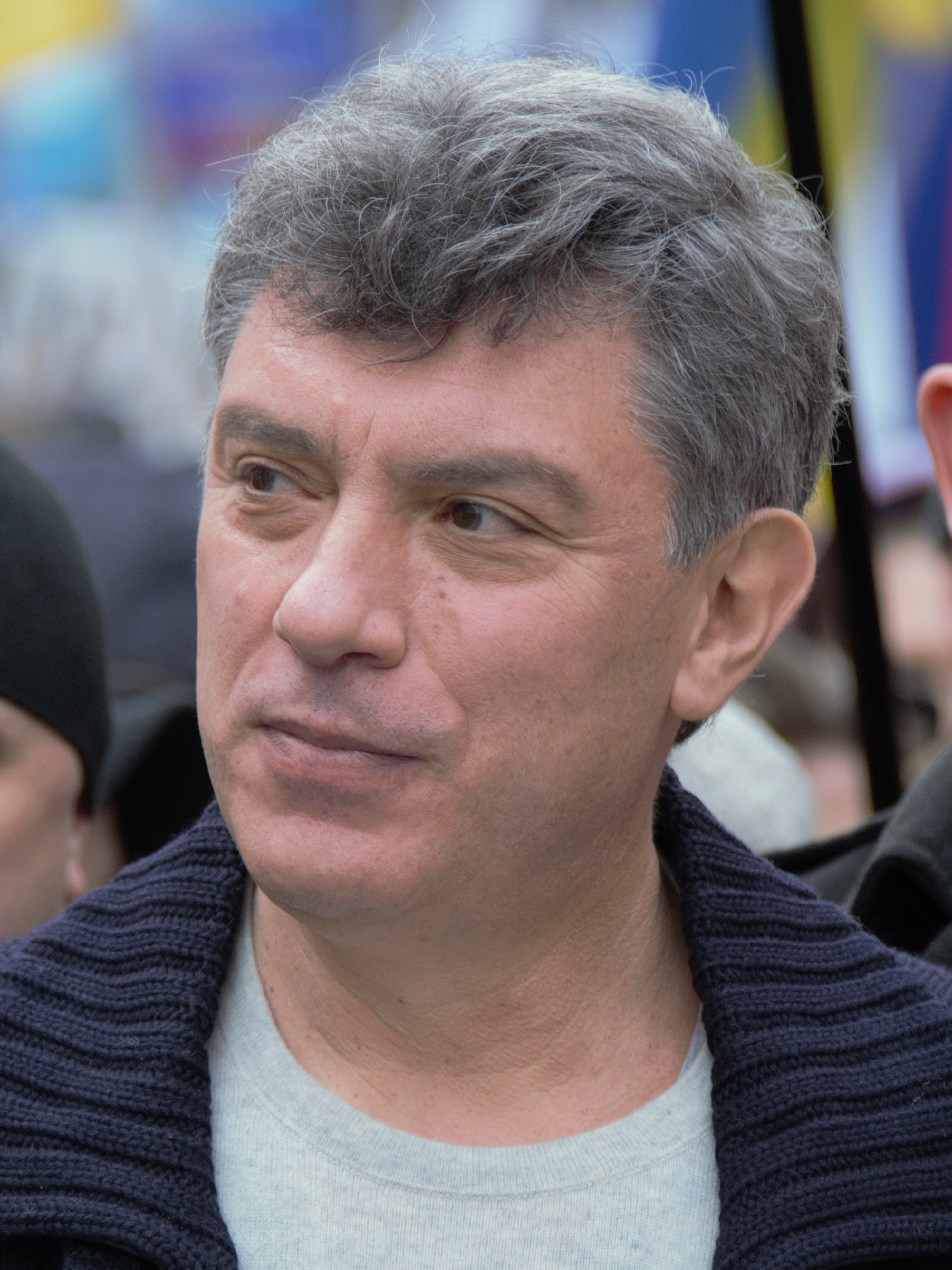
Boris Nemtsov
27 februari

| 1 | 2 | 3 | 4 | 5 | 6 | 7 | 8 | 9 | 10 | 11 | 12 | 13 | 14 | 15 | 16 | 17 | 18 | 19 | 20 | 21 | 22 | 23 | 24 | 25 | 26 | 27 | 28 |
| - | - | - | - | - | - | - | - | - | -- | -- | -- | -- | -- | -- | -- | -- | -- | -- | -- | -- | -- | -- | -- | -- | -- | -- | -- |

### 1 februari
- Aldo Ciccolini (89), Italiaans-Frans pianist[1]
- Edward DeBlasio (88), Amerikaans scenarioschrijver en televisieproducent[2]
- Udo Lattek (80), Duits voetballer en voetbaltrainer[3]
- Jos van Manen Pieters (84), Nederlands schrijfster[4]
- Jos Suijkerbuijk (85), Nederlands wielrenner[5]

### 2 februari
- Joseph Alfidi (65), Amerikaans pianist[6]
- Dalmo Gaspar (82), Braziliaans voetballer[7]
- Joop Harmans (93), Nederlands wielrenner[8]
- Kees Mulder (68), Nederlands politicus en onderscheidingsdeskundige[9]
- Karl-Erik Palmér (85), Zweeds voetballer[10]
- Henryk Szczepański (81), Pools voetballer[11]

### 3 februari
- Christophe Gbenye (85), Congolees politicus en rebellenleider[12]
- Henri Ghion (80), Belgisch striptekenaar[13]
- Martin Gilbert (78), Brits historicus[14]
- Mary Healy (96), Amerikaans actrice[15]
- Ion Nunweiller (79), Roemeens voetballer[16]

### 5 februari
- Rik Coppens (84), Belgisch voetballer en voetbaltrainer[17]
- Val Fitch (91), Amerikaans kernfysicus[18]

### 6 februari
- André Brink (79), Zuid-Afrikaans schrijver[19]
- Marisa Del Frate (83), Italiaans actrice[20]
- Assia Djebar (78), Algerijns schrijfster en cineaste[21]

### 7 februari
- Billy Casper (83), Amerikaans golfer en golfbaanontwerper[22]
- Joe Mauldin (74), Amerikaans bassist en songwriter[23]
- John C. Whitehead (92), Amerikaans bankier[24]

### 10 februari
- Karl Josef Becker (86), Duits theoloog en kardinaal[25]
- Paul Peeters (79), Belgisch politicus[26]

### 11 februari
- Roger Hanin (89), Frans acteur, filmregisseur en schrijver[27]
- Ron Klipstein (69), Nederlands cabaretier[28]

### 12 februari
- Movita Castaneda (98), Amerikaans actrice[29]
- Désiré Dondeyne (93), Frans componist en dirigent[30]
- Cornelis Pieter van den Hoek (93), Nederlands verzetsstrijder[31]
- Tomie Ohtake (101), Japans-Braziliaans beeldhouwster, schilderes en grafica[32]
- Peter Ruting (76), Nederlands fotograaf[33]
- Steve Strange (55), Brits zanger[34]

### 13 februari
- John McCabe (75), Brits componist, muziekpedagoog en pianist[35]
- A. Cutler Silliman (92), componist, muziekpedagoog en musicoloog[36]

### 14 februari
- Michele Ferrero (89), Italiaans ondernemer[37]
- Louis Jourdan (93), Frans acteur[38]
- Wim Ruska (74), Nederlands judoka[39]

### 15 februari
- Steve Montador (35), Canadees ijshockeyer[40]

### 16 februari
- Lasse Braun (78), Italiaans pornofilmregisseur en schrijver[41]
- Lesley Gore (68), Amerikaans singer-songwriter[42]
- Aleksandr Melentjev (60), Russisch schutter[43]
- Uri Orbach (54), Israëlisch politicus, journalist en kinderboekenschrijver[44]

### 17 februari
- June Fairchild (68), Amerikaans actrice[45]
- Antonio Lanfranchi (68), Italiaans aartsbisschop[46]
- Cathy Ubels (86), Nederlands politica[47]

### 18 februari
- Claude Criquielion (58), Belgisch wielrenner[48]

### 19 februari
- Henk Aalderink (65), Nederlands burgemeester[49]
- Ivan Davidov (71), Bulgaars voetballer[50]
- Yutaka Katayama (105), Japans ondernemer[51]

### 20 februari
- Henk van Rhee (62), Nederlands bestuurder en journalist[52]

### 21 februari
- Diederik Fabius (72), Nederlands generaal[53]
- Michail Koman (86), Sovjet-Oekraïens voetballer en trainer[54]
- Clark Terry (94), Amerikaans jazztrompettist[55]

### 22 februari
- Charles Aubecq (88), Belgisch politicus[56]
- Gerard van Egerschot (67), Nederlands politicus en bestuurder[57]
- Jos Lambrechts (79), Belgisch atleet[58]

### 23 februari
- Ben Woolf (34), Amerikaans acteur[59]

### 24 februari
- Irving Kahn (109), Amerikaans econoom[60]

### 25 februari
- Eugenie Clark (92), Amerikaans ichtyoloog[61]
- Frans Hartman (75), Nederlands ondernemer en voetbalbestuurder[62]
- Chris Rainbow (68), Schots zanger[63]

### 26 februari
- Theodore Hesburgh (97), Amerikaans priester en universiteitsvoorzitter[64]

### 27 februari
- Boris Nemtsov (55), Russisch politicus[65]
- Leonard Nimoy (83), Amerikaans acteur, filmregisseur en dichter[66]

### 28 februari
- Yaşar Kemal (91), Turks schrijver[67]